# هولي روز إميري
هولي روز إميري (بالإنجليزية: Holly Rose Emery) هي عارضة نيوزيلندية، ولدت في 29 مايو 1996 في أوكلاند في نيوزيلندا.